# جيرارد هاينز
جيرارد هاينز (بالألمانية: Gerard Heinz)‏ هو ممثل ألماني، ولد في 2 يناير 1904 في ألمانيا، وتوفي في 20 نوفمبر 1972 بإنجلترا في المملكة المتحدة.

## وصلات خارجية
- جيرارد هاينز على موقع IMDb (الإنجليزية)
- جيرارد هاينز على موقع ألو سيني (الفرنسية)
- جيرارد هاينز على موقع أول موفي (الإنجليزية)
- جيرارد هاينز على موقع قاعدة بيانات الأفلام السويدية (السويدية)
- جيرارد هاينز على موقع قاعدة بيانات الفيلم (الإنجليزية)
- جيرارد هاينز على موقع كينوبويسك (الروسية)